# Monastère Moro-Dzoro
Monastère Moro-Dzoro (arménien : Մորո Ձորո վանք), ou Chapelle Tsrvisi ou Crvisi (arménien : Ծռվիզի) est un monastère ancien du village de Lusahovit, dans le marz de Tavush en Arménie. Seule la chapelle Tsrvisi subsiste aujourd'hui.

## Histoire
La construction du monastère débute au Ve siècle et il est restauré au VIIe siècle. La forme des absides extérieures est semi-circulaire à l'exception de celle du sud qui est rectangulaire. Au XIIe siècle et XIIIe siècle c'était l'un des centres spirituels de la province de historique de Makhkanaberda. À l'intérieur de l'église de nombreuses inscriptions éclairent de nombreux évènements historique du Moyen Âge.
Une inscription sur l'autel nord indique les dates de 1177-78, quand le prince du Makhkanaberda Kurd Artruni a exonéré l'église des impôts, décision approuvée par son père le roi Georges III de Géorgie, père de la reine Tamar de Géorgie. Selon une autre inscription datée de 1197, le prince Ivan Zakarian et sa sœur Nana ont restauré la coupole et le toit de l'église.
Une nouvelle restauration est faite en 1213 par les frères Ivan et Zakar Zakarian. Après les invasions mongoles du XIIIe siècle, l'église perdit de son influence et devient une petite église de village ordinaire.
La dernière restauration a eu lieu en 1980.

## Galerie
|                                        |  |                       |  |         |  |
| Khatchkar, devant l'entrée de l'église |  | Autel semi-circulaire |  | Coupole |  |